# هانز شبايدل
هانز شبايدل (28 أكتوبر 1897 - 28 نوفمبر 1984) كان جنرالًا ألمانيًا خلال الحرب العالمية الثانية والحرب الباردة، شغل منصب القائد الأعلى للقوات البرية لحلف شمال الأطلسي في وسط أوروبا من 1957 إلى 1963.
خدم بصفة Generalleutnant ( اللفتنانت جنرال ) واحد موظفي رئاسة الأركان للمشير اروين رومل خلال الحرب العالمية الثانية. كان Speidel فاشيًا وقوميًا على غرار موسوليني اتفق مع الغزوات النازية والجوانب الإقليمية لسياسات النظام النازي، ولكن مثل بينيتو موسوليني، اختلف بشدة مع سياساتهم العرقية. أدى به هذا إلى المشاركة في مؤامرة 20 يوليو لاغتيال هتلر، وبعد ذلك تم سجنه من قبل الجستابو. في نهاية الحرب، هرب من السجن النازي واختبأ.
خلال الحرب الباردة المبكرة، ظهر كواحد من الشخصيات العسكرية الألمانية الرائدة، ولعب دورًا رئيسيًا في إعادة التسلح الألمانية والاندماج في الناتو. وبالتالي يعتبر من مؤسسي البوندسفير. كان أول ضابط يتم ترقيته إلى رتبة جنرال كامل في ألمانيا الغربية وعمل كقائد عام لقوات الحلفاء البرية في أوروبا الوسطى من 1957 إلى 1963، ومقره في قصر فونتينبلو في باريس. كان أيضًا مؤرخًا عن وكتب العديد من الكتب. حصل على الصليب الكبير والوشاح لوسام استحقاق جمهورية ألمانيا الاتحادية في عام 1963.
كان والده العميد هانز هيلموت سبيديل.

## وظيفة مبكرة
ولد في متزنجن. انضم إلى الجيش الألماني في عام 1914 عند اندلاع الحرب العالمية الأولى وتمت ترقيته بسرعة إلى ملازم ثان. خلال الحرب كان قائد سرية في معركة السوم ومساعد. مكث في الجيش الألماني خلال فترة ما بين الحربين ودرس التاريخ والاقتصاد في جامعات مختلفة. في عام 1926 حصل على درجة الدكتوراه. شهادة جامعية في التاريخ بامتياز.

## روابط خارجية
- هانز سبيديل على موقع مونزينجر (الألمانية)
- هانز سبيديل على موقع إن إن دي بي (الإنجليزية)

### اقتباسات
1. 1 2  Brockhaus Enzyklopädie | Hans Speidel (بالألمانية), OL:19088695W, QID:Q237227
2. ↑  Nuremberg Trials Project (بالإنجليزية), QID:Q78909371